# Tadashi Abe
Tadashi Abe (阿部 正) (1926 - 1984) a implanté l'aïkido développé par le maître japonais O senseï Morihei Ueshiba en France et Europe. 

## Biographie
Tadashi Abe est né en 1926. Sa famille est proche de la Cour Impériale et son père, qui possède des mines en Corée, réserve une partie de ses richesses au dojo de Morihei Ueshiba, qu'il admire, comme il le fait pour Nakamura Tempu fondateur de la Tempukaï . Durant la Seconde Guerre mondiale, Tadashi Abe est un kamikaze, pilote d'un Kaiten dans la marine japonaise, et ne doit son salut qu'à la fin de la guerre.
Il débute l’aïkido en 1942 à Osaka puis  devint Uchi deshi à Iwama. Il est nommé 6e dan et il est envoyé en tant que représentant officiel de l'Aïkikaï en Europe en 1952 avec pour mission d'implanter véritablement l'aïkido d'O Senseï et de Kisshomaru Ueshiba alors que se répand la forme d'Aïki-budo de Minoru Mochizuki, représentant officiel du Kodokan, venu un an plus tôt. En France, Tadashi Abe est aidé dans sa tâche par Mikinosuke Kawaishi, qui y avait introduit le judo. Ce dernier lui conseilla de codifier les mouvements en séries pour adapter l’apprentissage de l’aïkido à l’esprit occidental. Il étudie le droit à la Sorbonne après avoir étudié au Japon à l'Université Waseda. 
Pendant 8 ans il voyage dans toute l'Europe (Belgique, Angleterre, Italie, Algérie) et forme la première génération de pratiquants, souvent issue du judo. Son Aïkido est considéré comme dur aujourd'hui par certaines écoles car il pratique les Atemis et n'hésitait pas à tester ses techniques dans des combats réels . Après avoir publié deux livres pédagogiques avec Jean Zin,  Tadashi Abe décerne un quatrième dan à André Nocquet (élève de Ueshiba de 1955 à 1957) qu’il charge d’assumer la relève.    
Dès son retour au Japon ses partisans racontent qu'il a rejeté ses menkyo (diplômes) - et le 7e DAN qu'on voulait lui décerner - et s'est séparé de l'Aïkikaï, qualifiant l'enseignements là-bas d'''Aïkido pour femme et non conforme aux techniques du Fondateur". Il semble que dans les faits Abe avait vendu contre une somme importante le titre de représentant de l'Aikikai à son élève Nocquet et cela entraina un conflit avec l'Aikikai. Des mesures furent prises lors d'une déclaration datée du 25 mai 1964 signé par O Sensei Morihei Ueshiba,  Kenji Tomita et Doshu Kisshomaru Ueshiba, document certifié par l'Ambassade du japon).       
Le conflit entre Nocquet et l’Aikikai aboutira à un procès intenté en France par Nocquet contre l’Aikikai avec pour origine probable l’arrangement financier établit entre Noquet et Abe Tadashi en ce qui concerne la transmission de la tache de représentant pour la France et la Suisse. Un arrêt de la cour de cassation du 9 juin 1971 précise les termes de cet arrangement et donne raison à André Nocquet. Cet événement malheureux aurait abouti au renvoi Nocquet de l’Aikikai et du retrait de ses titres.   
En effet, le 23 août 1973, les contraintes furent renforcées: radiation d'André Nocquet  et annulation des grades reçus par  Tadashi Abe  (Document signé également par Pierre Dumon, Consul de France à Tokyo, Pierre Chassang et Nobuyoshi Tamura, certifié par le consulat à Tokyo).       
Il se lance dans le commerce de cravates à Hong-Kong et voyage alors en Amérique et à Madagascar pour son travail au sein de l'association Nippo-malagasy dans les années 1970 à 1972 . Il se fâche contre Koichi Toheï, son senpai à propos d'une lettre publiée lorsque ce dernier quitta l'Aïkikai à son tour, en 1974.    
Tadashi Abe est mort le 23 novembre 1984.